# Jens-Erik Madsen

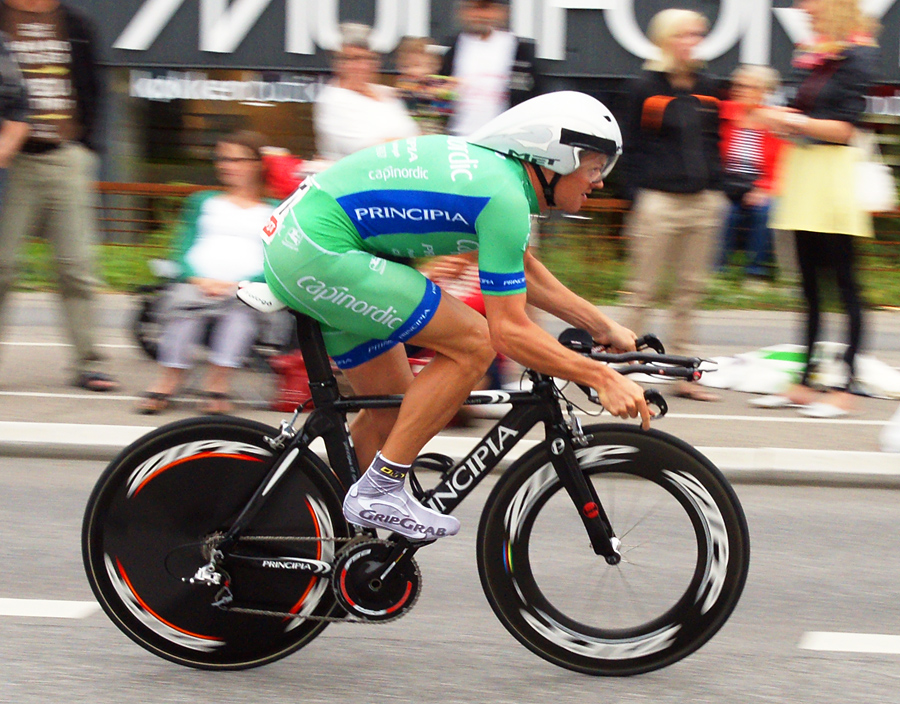
Jens-Erik Madsen en 2009.

Jens-Erik Madsen, né le 30 mars 1981, est un coureur cycliste danois.

## Biographie
Spécialiste de la poursuite par équipes sur piste, il est sélectionné en équipe nationale depuis 2006. Avec Michael Mørkøv, Alex Rasmussen, Casper Jørgensen et Michael Færk Christensen, il a été médaillé aux championnats du monde de cyclisme sur piste en 2007 et 2008. Aux Jeux olympiques de 2008 à Pékin, il a remporté la médaille d'argent de la discipline avec Mørkøv, Jørgensen et Rasmussen, battu en finale par l'équipe britannique.

## Palmarès sur route

### Par année
- 1997
  -  Médaillé d'argent du critérium au Festival olympique de la jeunesse européenne
- 1999
  -  Champion du Danemark sur route juniors
- 2003
  - 5e étape du Tour de Berlin
- 2004
  -  Champion du Danemark du contre-la-montre par équipes
  - Dan Bolig Cup :
    - Classement général
    - 3e étape

  - Deux Jours d'Aarhus
- 2005
  - Grand Prix Jægerspris
  - Post Cup
- 2007
  -  Champion du Danemark du contre-la-montre par équipes
  - 3e du Grand Prix Aarhus
  - 3e de la Post Cup
- 2008
  - 2e du championnat du Danemark du contre-la-montre par équipes
  - 3e du championnat du Danemark sur route
- 2009
  -  Champion du Danemark du contre-la-montre par équipes
  - Flèche du port d'Anvers
- 2010
  - Fyen Rundt

### Classements mondiaux
| Année           | 2007 | 2008 | 2009 | 2010  |
| --------------- | ---- | ---- | ---- | ----- |
| UCI Asia Tour   | 100e |      |      |       |
| UCI Europe Tour | 342e | 606e | 348e | 1064e |

## Palmarès sur piste

### Jeux olympiques
- Pékin 2008
  -  Médaillé d'argent de la poursuite par équipes (avec Michael Mørkøv, Casper Jørgensen et Alex Rasmussen)

### Championnats du monde
- Palma de Majorque 2007
  -  Médaillé de bronze de la poursuite par équipes (avec Michael Mørkøv, Alex Rasmussen et Casper Jørgensen)
- Manchester 2008
  -  Médaillé d'argent de la poursuite par équipes (avec Michael Færk Christensen, Alex Rasmussen et Casper Jørgensen)
- Pruszkow 2009
  -  Champion du monde de poursuite par équipes (avec Michael Færk Christensen, Casper Jørgensen et Alex Rasmussen)
- Copenhague 2010
  - 4e de la poursuite par équipes

### Coupe du monde
- 2005-2006
  - 1er de la poursuite par équipes à Sydney (avec Michael Mørkøv, Alex Rasmussen et Casper Jørgensen)
- 2006-2007
  - 2e de la poursuite par équipes à Sydney
  - 2e de la poursuite par équipes à Los Angeles
- 2007-2008
  - 2e de la poursuite par équipes à Los Angeles
  - 2e de la poursuite par équipes à Copenhague
- 2008-2009 
  - 3e de la poursuite par équipes à Copenhague

### Championnats d'Europe
- 2004
  -  Médaillé de bronze de l'américaine

### Championnats des Pays nordiques
- 1997
  - Champion des Pays nordiques de poursuite par équipes juniors (avec Anders Kristensen, Jacob Filipowicz et Michael Demin)

### Championnats nationaux
- Champion du Danemark de poursuite par équipes juniors : 1998 et 1999
- Champion du Danemark du kilomètre juniors : 1999
- Champion du Danemark de poursuite par équipes : 1999 et 2000
- Champion du Danemark du kilomètre : 2009
- Champion du Danemark du scratch : 2010

## Récompenses
- Cycliste danois de l'année en 2008 et 2009 (avec l'équipe danoise de poursuite par équipes)